# Simone Cercato
Simone Cercato (* 25. Februar 1975 in Dolo, Venetien) ist ein ehemaliger italienischer Schwimmer. Er gewann eine olympische Bronzemedaille. Bei Weltmeisterschaften erkämpfte er eine Silbermedaille und bei Europameisterschaften erschwamm er zweimal Gold und einmal Bronze.

## Sportliche Karriere
Der 1,78 Meter große Simone Cercato schwamm für Riviera Nuoto in Dolo und war 2001 italienischer Meister über 100 Meter Freistil.
Bei den Weltmeisterschaften 1998 in Perth schied die italienische 4-mal-200-Meter-Freistilstaffel mit Cercato als Vorlaufzwölfte aus. Die 4-mal-100-Meter-Freistilstaffel mit Lorenzo Vismara, Mauro Gallo, Simone Cercato und Massimiliano Rosolino belegte den achten Platz. Im Jahr darauf bei der Universiade in Palma de Mallorca wurde Cercato Zweiter mit der 4-mal-100-Meter-Freistilstaffel und Dritter mit der 4-mal-200-Meter-Freistilstaffel. Drei Wochen später wurden Vismara, Galli, Cercato und Rosolino Vierte in der 4-mal-100-Meter-Freistilstaffel bei den Europameisterschaften in Istanbul. Sie hatten 0,4 Sekunden Rückstand auf die drittplatzierten Deutschen.
Im März 2000 fanden in Athen die Kurzbahnweltmeisterschaften 2000 statt. Cercato belegte mit der 4-mal-100-Meter-Freistilstaffel den siebten Platz und mit der 4-mal-200-Meter-Freistilstaffel den fünften Platz. Dreieinhalb Monate später bei den Europameisterschaften in Helsinki schlug die 4-mal-100-Meter-Freistilstaffel mit Mauro Gallo, Simone Cercato, Klaus Lanzarini und Lorenzo Vismara als Vierte an und verfehlte die Bronzemedaille um zwei Hundertstelsekunden. Die italienische 4-mal-200-Meter-Freistilstaffel mit Klaus Lanzarini, Federico Cappellazzo, Simone Cercato und Matteo Pelliciari schwamm die schnellste Vorlaufzeit. Im Endlauf waren Emiliano Brembilla, Simone Cercato, Matteo Pelliciari und Massimiliano Rosolino fast sechs Sekunden schneller als die Vorlaufstaffel und gewannen mit über zwei Sekunden Vorsprung vor der deutschen Staffel und den Niederländern. Wie seit 1984 üblich erhielten auch die nur im Vorlauf eingesetzten Staffelmitglieder eine Goldmedaille. Zwei Monate später bei den Olympischen Spielen in Sydney wurde die 4-mal-100-Meter-Freistilstaffel mit Vismara, Lanzarini, Rosolino und Cercato Fünfte mit 0,45 Sekunden Rückstand auf Bronze. Die 4-mal-200-Meter-Freistilstaffel schwamm im Vorlauf mit Andrea Beccari, Lanzarini, Cercato und Pelliciari die drittschnellste Zeit. Im Finale gewannen die Australier mit fünfeinhalb Sekunden Vorsprung vor dem Quartett aus den Vereinigten Staaten. Sechs Hundertstelsekunden hinter den Amerikanern schlugen die Niederländer an, die 0,21 Sekunden vor Beccari, Pelliciari, Brembilla und Rosolino und 0,28 Sekunden vor den Briten lagen.
Im Juli 2001 bei den Weltmeisterschaften in Fukuoka wurde die italienische 4-mal-100-Meter-Freistilstaffel mit Lorenzo Vismara, Matteo Pelliciari, Klaus Lanzarini und Simone Cercato Fünfte mit fast zwei Sekunden Rückstand auf die Drittplatzierten. In der 4-mal-200-Meter-Freistilstaffel schwammen Andrea Beccari, Simone Cercato, Andrea Righi und Federico Cappellazzo die fünftschnellste Vorlaufzeit. Im Endlauf waren Emiliano Brembilla, Matteo Pelliciari, Andrea Beccari und Massimiliano Rosolino fast zehn Sekunden schneller und wurden Zweite mit sechs Sekunden Rückstand auf die Australier und fast drei Sekunden Vorsprung vor den Gewinnern der Bronzemedaille aus den Vereinigten Staaten. Im August bei der Universiade in Peking belegte Cercato den siebten Rang über 100 Meter Freistil. Anfang September fanden in Tunis die Mittelmeerspiele 2001 statt. Mauro Gallo, Matteo Pelliciari, Michele Scarica und Simone Cercato siegten in der 4-mal-100-Meter-Freistilstaffel mit 0,4 Sekunden Vorsprung vor den Franzosen. In der 4-mal-200-Meter-Freistilstaffel wurden die Griechen Erste mit 0,05 Sekunden vor Davide Berbotto, Simone Cercato, Matteo Pelliciari und Emiliano Brembilla. Die 4-mal-100-Meter-Lagenstaffel schließlich siegte in der Besetzung Luis Alberto Laera, Davide Rummolo, Mattia Nalesso und Simone Cercato mit 1,73 Sekunden vor den Kroaten.
2002 bei den Europameisterschaften in Berlin gewann die 4-mal-100-Meter-Freistilstaffel mit Lorenzo Vismara, Christian Galenda, Michele Garcia und Simone Cercato die Bronzemedaille und lag dabei 0,14 Sekunden vor den Niederländern. Die Lagenstaffel schied im Vorlauf aus. 2003 wurde Cercato bei der Universiade in Daegu Sechster mit der 4-mal-100-Meter-Freistilstaffel. Im Mai 2004 fanden die Europameisterschaften in Madrid statt. Die 4-mal-100-Meter-Freistilstaffel mit Michele Scarica, Giacomo Vassanelli, Alessandro Calvi und Simone Cercato schwamm die schnellste Vorlaufzeit. Im Finale siegten Lorenzo Vismara, Christian Galenda, Giacomo Vassanelli und Filippo Magnini mit über einer Sekunde Vorsprung vor dem russischen Team. Drei Monate später bei den Olympischen Spielen in Athen waren Pelliciari, Cercato, Cappellazzo und Rosolino die sechstschnellste Staffel der Vorläufe. Im Finale unterboten Brembilla, Rosolino, Cercato und Magnini die Vorlaufzeit um sechs Sekunden und wurden Dritte hinter dem US-Quartett und den Australiern.